# Panonska nižina
Panonska nižina ali Panonska kotlina je velika nižina v srednji Evropi. Nastala je kot udornina s tektonskim ugrezanjem površja v terciarju. Kotlino je zalilo pliocensko morje Tetida, ki se je konec terciarja umaknilo. Ob rekah je močvirnat svet, deli ravnine so puhlične planote, nad ravnino se dvigajo osamelci, zgrajeni iz starejših kamnin. Nižino odmaka Donava s pritoki (predvsem Tisa, Sava, Drava, Velika Morava). Ima celinsko ali kontinentalno podnebje, ki na vzhodu Madžarske prehaja v celinsko polsuho ali stepsko podnebje. Na puhlici se je razvila črna prst, ki nudi dobre pogoje za razvoj kmetijstva. Na ravninah prevladuje poljedelstvo s pridelavo koruze, pšenice, sladkorne pese in sončnic; na osamelcih ter obrobnih gričevjih pa sta pomembna sadjarstvo in vinogradništvo. Nižino po polovici deli reka Donava. Panonska nižina je geomorfološko del sistema Alpe-Himalaja.

## Panonsko morje
V obdobju paleocena (pred 60 milijoni let) je bila večina današnje kopne Evrope pod morsko gladino plitvega morja, imenovanega Tetida (po grški boginji morja in Ahilovi materi Tetidi). Alpidski in karpatski orogenezi sta dvignili dno Tetide tako, da je morje presahnilo. Na območju današnje Panonske nižine se je voda zadržala najdlje, saj tukaj ni bilo orogeneze.

## Zgodovina
Panonska nižina je poimenovana po rimski provinci Panonia. Panis pomeni v latinščini 'kruh'. V času Rimskega imperija je bila Panonija žitnica cesarstva. Preko Panonije so v cesarstvo vdirali Huni in Vandali. Po padcu Rimskega imperija v 5. stoletju n. št. so Panonijo naselili Slovani. Kasneje je tudi na ozemlju Panonske nižine bila proglašena kneževina Karantanija. Karantanija je obsegala Norik in del Panonie, obe bivši rimski provinci
Osrednji habitat pragoveda, imenovanega tur, je bila Panonska nižina. Tura so dokončno iztrebili v srednjem veku. Nasledile so ga številne pasme sodobnega goveda. V času Rimskega cesarstva, predvsem v zgodnjem obdobju, so v Panonski nižini kraljevali celo levi. Od tega časa naprej se lev pogosto pojavlja v ikonografiji evropskih držav.

## Značilnosti
Nižino obkrožajo gorovja Alpe, Dinaridi, Karpati in Stara planina. Zaradi dolge meje s Karpati nekateri viri, predvsem madžarski, nižino imenujejo tudi Karpatski bazen. 

### Podnebje
Poletja so vroča in sušna, zime pa zelo mrzle (ponekod zmrznejo tla do globine pol metra). Relief je bolj ali manj raven, zato poleti ne nastajajo žepi hladnega zraka, ki drugače nastajajo na senčnih straneh hribovja. Gozdnatost je majhna (Madžarska samo 5 %), kar dodatno pripomore k ekstremnim nihajem temperature. Dnevi so vroči, noči pa mrzle. Tudi sredi poletja. Pozimi vdira hladen zrak iz Sibirije. Srbi pravijo temu vetru Košava. 

## Naravni viri
Čeprav na območju ne dežuje ravno obilno, je pokrajina večinoma kmetijska. Polja rodovitne zemlje bi lahko nahranila vso Evropo. Vetrna erozija iz Centralne Azije odnaša drobnozrnat sediment, ki se na območjih kopičenja rahlo sprime in ji pravimo puhlica. Na puhlici se razvije prst černozjom (črna zemlja v ruščini), ki je zelo rodovitna in jo najdemo ponekod v Panonski nižini. Z obsežnimi regulacijami rek, so zmanjšali erozijo in uredili namakanje. S temi ukrepi so zadržali puhlico v nižini, toda izgubili so mrtvice in meandre in z njimi biotope. Podlaga pod zemljo je koluvialno-deluvialni (koluvialno-deluvialno pomeni premeščanja) prod. Podlaga ni primerna za gradnjo oz. za gradnjo je treba močno temeljiti.
Prvi naseljenci so tu našli le malo virov kovin in kamna. Tako lahko arheologi, ko odkrijejo izdelke iz kremena, obsidijana ali bakra, sklepajo na stare trgovske poti.

## Države
Na ozemlju nižine se danes skoraj v celoti nahaja Madžarska, deloma tudi njej sosednje države: Avstrija, Hrvaška, Romunija, Slovaška, Srbija in Ukrajina, robni deli Panonske nižine pa segajo tudi v Slovenijo,  Češko (južna Moravska) ter Bosno.